# 柬埔寨潮州会馆
柬埔寨潮州会馆，是由柬埔寨潮州人后裔于柬埔寨战争后于1994年4月10日再次成立会馆，属柬埔寨潮汕人的会馆。1992年9月柬埔寨潮州会馆属下的公立端华学校复课。

## 柬埔寨潮州人
柬埔寨华人大多数是潮州人，大约占华人人口的90%左右。潮州话也是柬埔寨华人社区的通用语言，潮州会馆则是柬埔寨华人最有影响力的组织。柬埔寨潮州人在柬埔寨各领域领先占主要地位，柬埔寨潮州人多为商人，柬埔寨政府军政高官，

## 柬埔寨潮州会馆属下机构
- 柬埔寨潮州义地
- 柬埔寨端华正校-端华分校
- 柬埔寨潮州会馆協天大帝庙